# KV23
KV23 eller WV23 är en grav i västra delen av Konungarnas dal utanför Luxor i Egypten. KV22 var begravningsplats för farao Ay som avled 1319 f.Kr. under Egyptens artonde dynasti.
KV23, som ligger väster om KV24 och KV25 inleds med två sluttande korridorer förbundna med trappor som leder till en gravkammare och två sidokammare. Gravkammaren är det enda dekorerade rummet och har målningar med motiv från De dödas bok, Amduat och bilder föreställande kungen. Dekorationerna har stora likheter med de i KV62, som är gravkammare till Ays företrädare Tutankhamon. Sannolikt har KV23 uppförts vid samma tid och av samma hantverkare som byggt KV62.
Det är osäkert om KV23 ursprungligen var uppförd för Ay. Eventuellt byggdes KV23 för Akhenaton, Smenkhkare eller Tutankhamon. Det finns även teorier om att Tutankhamon ursprungligen begravdes i KV23 innan han flyttades till KV62. Det är inte helt säkerställt att Ay begravts i KV23, men rester av hans begravningsutrustning har hittats i graven.
Graven hittades och grävdes ut 1816 och har även grävts ut 1908 och 1972. När graven hittades var sarkofagen sönderslagen, men den har lagats och återställts i gravkammaren.

## Galleri

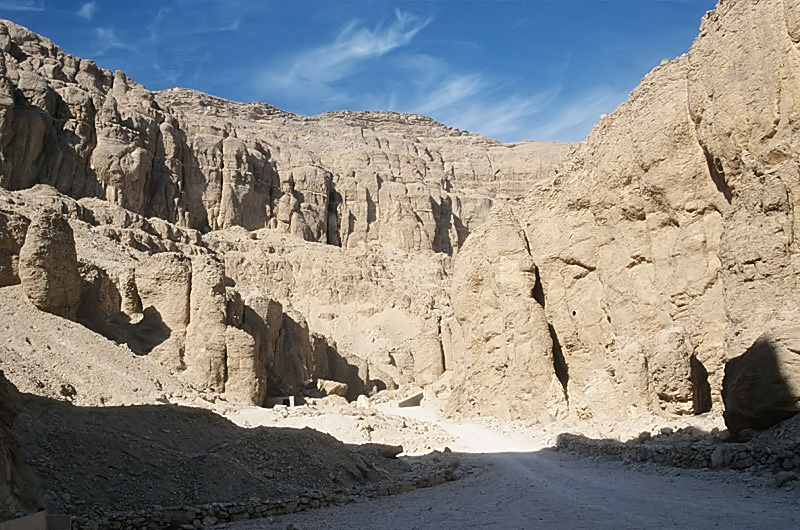
Entren till KV23
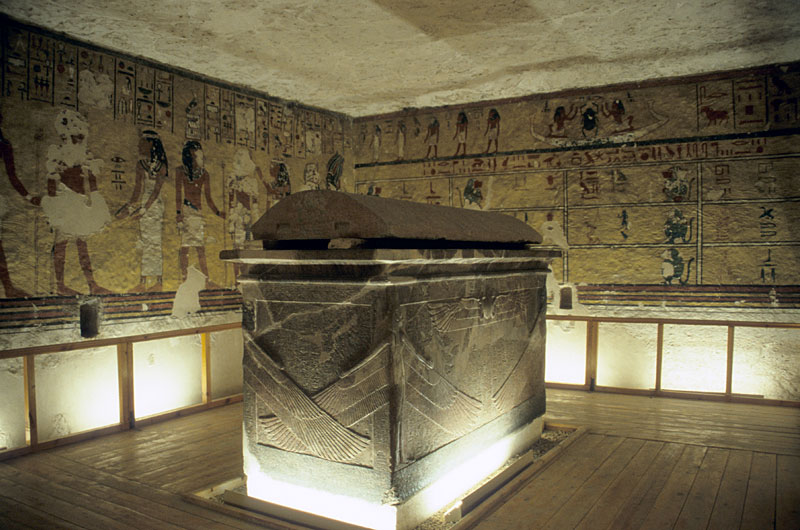
KV23s gravkammare
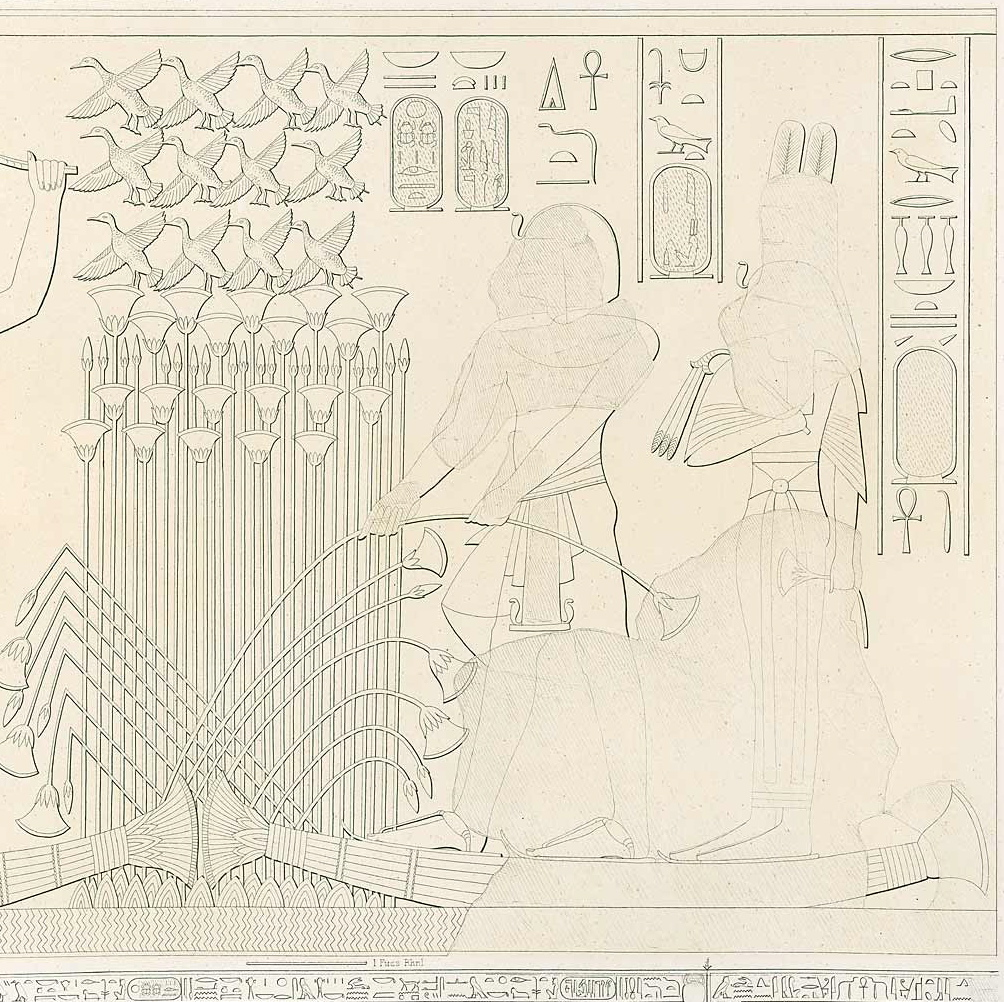
Farao Ay och hans fru Tey avbildad i KV23